# 泉
泉（いずみ）は、水が地中から自然にわき出ているところのことである。「湧泉（ゆうせん）」、「湧水」とも呼ぶ。
人とのつながりについて説明する場合には「泉」という用語が使われ、物理的現象として説明する場合には「湧水」という用語が使われる事が多い。
水は人の生活に不可欠であることから、世界中で泉に関連して名づけられた地名は多い。
また、泉を御神体としている寺院も多い。

## 主な泉

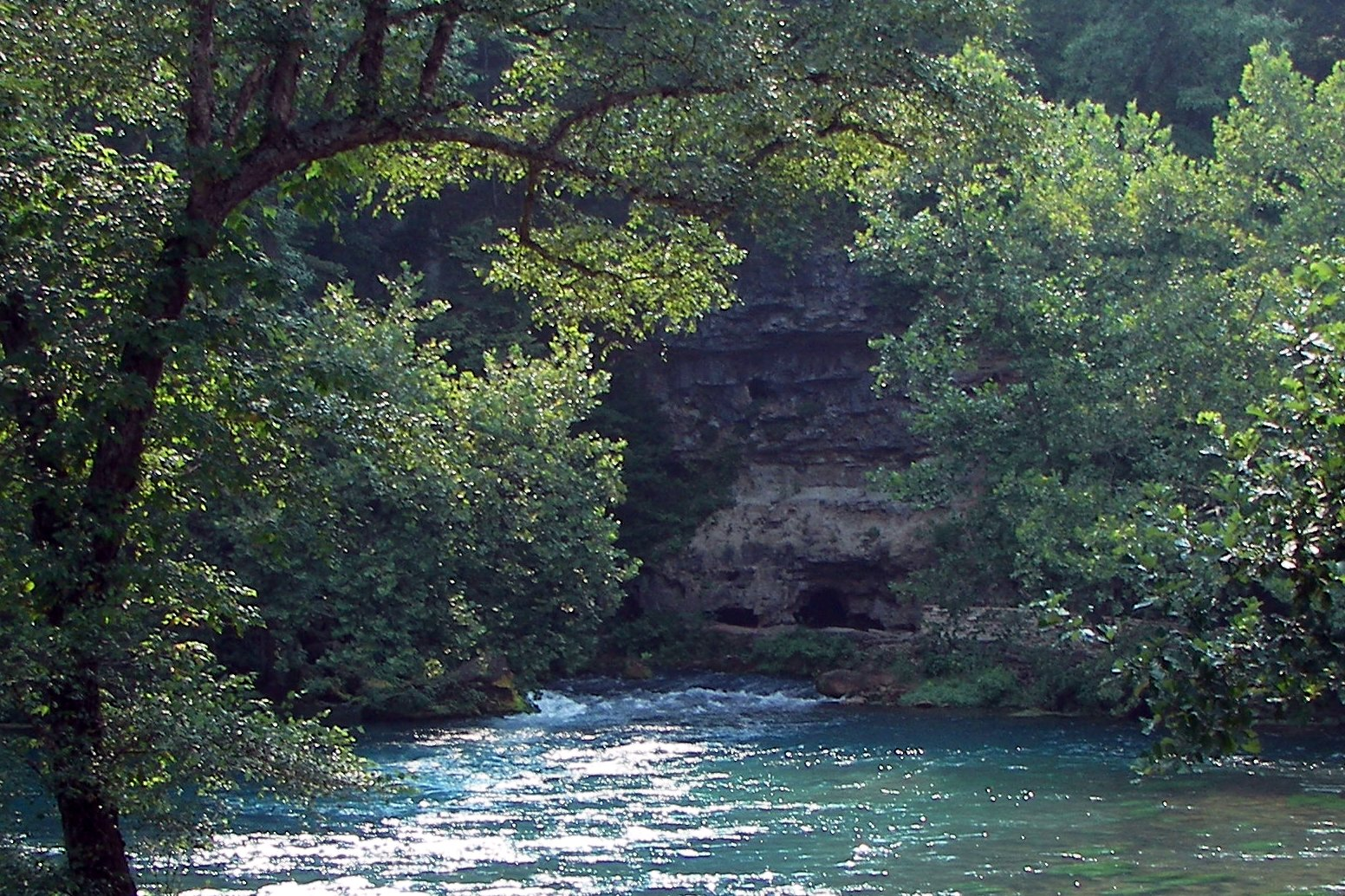
ビッグ・スプリング（アメリカ合衆国ミズーリ州）

- メキシコユカタン半島の泉（セノーテ）
  - グラン・セノーテ
  - ヒデン・ワールド
  - カーウォッシュ
  - ナホチ・ナ・チチ
  - チャックモール
  - セノーテ・アスール
  - ドス・オホス水系（英語版）
  - タージ・マハ
- フロリダ半島北部の泉
  - ピーコック・スプリングス（英語版）
  - カウ・スプリングス
  - ワクラ・スプリングス（英語版）
- 日本
  - 名水百選 - 1985年選定
  - 東京の名湧水57選 - 2003年選定
  - 平成の名水百選 - 2008年選定